# Анората I
Анората I (*бірм. စစ်ကိုင်းအနော်ရထာ; 23 вересня 1313 — 1339) — 3-й володар царства Сікайн у 1336—1339 роках.

## Життєпис
Походив з шанського роду. Син Тараб'ї, пасорбка Тхіхатху, царя Піньї. Народився близько 1313 року в місті Пінья. Спочатку отримав ім'я Шведаунгтет (бірм. ရွှေတောင်တက်, «Золота гора») 1315 року разом з батьком втік до Сікайну, де утворилася самостійна держава. Досягти повноліття допомагав батькові в керуванні державою, оскільки 1327 року тараб'я зайняв трон Сікайну.
1336 року побоючись, що батько оголосить спадкоємцем своїх небожів — Часву або Тараб'ю (синів Союна, засновника Сікайнського царства) — влаштував заколот, поваливши батька і запроторивши того від вартою в монастирі. Прийняв тронне ім'я Анората I та почесний титул тірі тхіхатура. Проте вдовуюча цариця Со Хнаунг за допомогою амати (міністра) Нанди Пак'яна сховала дітей Союна у Міндоні на території царства Пінья.
Більшість панування намагався зміцнити свою владу, а також вів військові дії проти Узани II, царя Піньї. У серпні 1339 року зумів зайняти Міндон, де захопив синів Союна, яких відправив до сікайну. Але в цей час повалений власним батьком Тараб'єю I. Втім того також було вбито Нандою Пак'яна, який домігся передачи влади Часві, сину Союна.